# Martin Harnik
Martin Harnik (sinh ngày 10 tháng 6 năm 1987) là cầu thủ bóng đá người Áo sinh ra tại Đức thi đấu ở vị trí tiền đạo tại câu lạc bộ Hamburger SV.

## Sự nghiệp câu lạc bộ

### Giai đoạn đầu
Harnik bắt đầu chơi bóng đá từ năm 1992 tại câu lạc bộ SC Vier- und Marschlande. Đầu năm 2006, anh gia nhập đội trẻ của Werder Bremen thi đấu ở giải hạng 4 nước Đức Regionalliga.
Do gãy xương bàn chân, Harnik nghỉ thi đấu phần lớn giai đoạn đầu nửa năm 2007. Đến mùa giải 2007-08, anh được đôn lên đội hình chính của Werder Bremen thi đấu tại Bundesliga và ký hợp đồng đến năm 2010.
Ngày 15 tháng 8 năm 2007, anh có trận đấu chuyên nghiệp đầu tiên tại trận đấu vòng sơ loại UEFA Champions League với Dinamo Zagreb. Mười ngày sau anh có trận đấu ra mắt tại Bundesliga trong trận đấu với 1. FC Nuremberg. Vào sân ở phút 61, anh đã ghi bàn thắng duy nhất của trận đấu ở phút 69.
Ngày 24 tháng 8 năm 2009, Harnik được thông báo là có thể rời Werder Bremen sau khi hết hợp đồng và sáu ngày sau anh đã được đem cho Fortuna Düsseldorf mượn. Sau một mùa giải thi đấu ở giải hạng dưới 2. Bundesliga và ghi được 12 bàn thắng, suýt nữa đã giúp Fortuna thăng hạng Bundesliga.

### VfB Stuttgart

#### 2010-2012
Vào tháng 7 năm 2010, Harnik chuyển đến VfB Stuttgart. Ngày 29 tháng 7 năm 2010, anh có bàn thắng đầu tiên cho VfB Stuttgart trong trận lượt đi vòng sơ loại thứ ba UEFA Europa League với Molde FK và đó là bàn thắng ấn định chiến thắng 3-2 cho đội bóng nước Đức. Ngày 27 tháng 10 năm 2010, vào sân từ ghế dự bị ở phút 76 khi Stuttgart đang bị đội hạng dưới Chemnitzer FC dẫn trước 1-0 tại vòng 2 Cúp bóng đá Đức (DFB-Pokal), Harnik đã lập cú hat-trick đầu tiên trong sự nghiệp của mình để giúp Stuttgart lội ngược dòng thắng lại 3-1.
Trong trận đầu tiên của Bundesliga 2011-12, Harnik ghi bàn nâng tỉ số lên 2-0 trong chiến thắng 3-0 trước Schalke 04. Ngày 16 tháng 9 và 20 tháng 11 năm 2011, Harnik lần lượt lập hai cú đúp giúp Stuttgart đánh bại SC Freiburg 4-1 và FC Augsburg 2-1. Ngày 11 tháng 2 năm 2012, Harnik lập được hat-trick trong chiến thắng 5-0 trước Hertha Berlin.
Kết thúc mùa giải 2011-12, Harnik là chân sút số một của Stuttgart với tổng cộng 17 bàn thắng và 8 pha kiến tạo.

#### 2013-nay
Tại trận bán kết DFP-Porkal 2012-13, Harnik là người ấn định chiến thắng 2-1 trước SC Freiburg. Trong trận chung kết vào ngày 1 tháng 6 năm 2013, Harnik lập được cú đúp nhưng đã không thể giúp Stuttgart tránh khỏi thất bại 3-2 trước Bayern München.
Ngày 21 tháng 4 năm 2014, Harnik có hai pha lập công giúp Stuttgart trong hoàn cảnh có nguy cơ xuống hạng bất ngờ đánh bại đội đang đứng ở vị trí thứ ba tại Bundesliga là Schalke 04. Ngày 25 tháng 10 năm 2014, anh ghi hai bàn liên tiếp trong hai phút (34 và 36) trong chiến thắng 5-4 trước Eintracht Frankfurt. Trong trận đấu đầu tiên của tân huyến luyện viên Huub Stevens, anh lập một cú đúp giúp Stuttgart đánh bại Freiburg 4-1 vào ngày 28 tháng 11 năm 2014.
Kết thúc mùa giải 2015-16, Stuttgart rớt hạng với vị trí thứ 17/18 và Harnik cũng rời khỏi đội bóng sau khi hết hạn hợp đồng.

### Hannover 96
Từ mùa giải 2016-17, Harnik chuyển sang thi đấu cho Hannover 96, đội bóng cũng vừa rớt hạng Bundesliga mùa giải trước sau khi từ chối lời mời từ câu lạc bộ Sơn Đông Lỗ Năng của Trung Quốc.

## Sự nghiệp đội tuyển quốc gia
Harnik có khả năng thi đấu cho đội tuyển Đức hoặc đội tuyển Áo và cuối cùng anh đã quyết định chọn khoác áo đội tuyển Áo dù chưa từng bao giờ sống ở đây. Anh có trận đấu đầu tiên cho tuyển Áo trong trận gao hữu với Cộng hòa Séc và chỉ mất 7 phút có pha lập công đầu tiên, ấn định tỉ số hòa 1-1 của trận đấu.
Harnik có tên trong danh sách 23 cầu thủ Áo tham dự Euro 2008 tổ chức ngay tại Áo. Anh góp mặt trong cả ba trận đấu của đội tuyển Áo tại giải đấu này ở vòng bảng với lần lượt là Croatia, Ba Lan và Đức. Với chỉ 1 điểm/3 trận, Áo bị loại ngay vòng bảng với vị trí thứ ba trong bảng.
Ngày 12 tháng 10 năm 2010, trong khuôn khổ vòng loại Euro 2012, Harnik vào sân từ ghế dự bị đã ghi bàn thắng gỡ hòa 4-4 ở phút 93 trận đấu với Bỉ, giúp Áo giữ được vị trí thứ hai trong bảng. Tuy nhiên sau đó Áo liên tục để thua bốn trận liên tiếp, trong đó có trận thua Đức 6-2, trận đấu mà Harnik ghi được một bàn, đã khiến đội tuyển nước này không còn cơ hội tham dự Euro 2012.
Ngày 8 tháng 9 năm 2015, Harnik lập được cú đúp trong chiến thắng 4-1 trước Thụy Điển tại sân Friends Arena và với trận thắng này đội tuyển Áo đã chính thức lần đầu tiên kể từ năm 2008 vượt qua vòng loại một Giải vô địch bóng đá châu Âu để có mặt ở Pháp vào năm 2016.
Harnik được huấn luyện viên Marcel Koller triệu tập tham dự Euro 2016. Anh được ra sân trong hai trận đấu vòng bảng với Hungary và Bồ Đào Nha. Đội tuyển Áo đã rời giải ngay sau vòng bảng với chỉ vỏn vẹn 1 điểm, đứng cuối bảng F với 1 trận hòa và 2 trận thua, chỉ ghi được 1 bàn thắng và bị thủng lưới 4 bàn.

## Thống kê sự nghiệp

### Câu lạc bộ
Tính đến 21 tháng 5 năm 2017
| Câu lạc bộ          | Mùa giải            | Giải đấu      | Giải đấu     | Cúp           | Cúp          | Châu Âu       | Châu Âu      | Tổng cộng     | Tổng cộng    |
| Câu lạc bộ          | Mùa giải            | Số lần ra sân | Số bàn thắng | Số lần ra sân | Số bàn thắng | Số lần ra sân | Số bàn thắng | Số lần ra sân | Số bàn thắng |
| ------------------- | ------------------- | ------------- | ------------ | ------------- | ------------ | ------------- | ------------ | ------------- | ------------ |
| Werder Bremen       | 2007–08             | 9             | 1            | 0             | 0            | 5             | 0            | 14            | 1            |
| Werder Bremen       | 2008–09             | 8             | 0            | 0             | 0            | 1             | 0            | 9             | 0            |
| Werder Bremen       | Tổng cộng           | 17            | 1            | 0             | 0            | 6             | 0            | 23            | 1            |
| Fortuna Düsseldorf  | 2009–10             | 30            | 13           | 0             | 0            | –             | –            | 30            | 13           |
| Fortuna Düsseldorf  | Tổng cộng           | 30            | 13           | 0             | 0            | –             | –            | 30            | 13           |
| VfB Stuttgart       | 2010–11             | 32            | 9            | 2             | 3            | 10            | 5            | 44            | 17           |
| VfB Stuttgart       | 2011–12             | 34            | 17           | 4             | 0            | –             | –            | 38            | 17           |
| VfB Stuttgart       | 2012–13             | 30            | 5            | 5             | 5            | 12            | 2            | 47            | 12           |
| VfB Stuttgart       | 2013–14             | 30            | 10           | 2             | 0            | 3             | 0            | 35            | 10           |
| VfB Stuttgart       | 2014–15             | 28            | 9            | 1             | 0            | 0             | 0            | 29            | 9            |
| VfB Stuttgart       | 2015–16             | 19            | 2            | 2             | 1            | 0             | 0            | 21            | 3            |
| VfB Stuttgart       | Tổng cộng           | 173           | 52           | 16            | 9            | 25            | 7            | 214           | 68           |
| Hannover 96         | 2016–17             | 30            | 17           | 3             | 4            | –             | –            | 33            | 21           |
| Tổng cộng sự nghiệp | Tổng cộng sự nghiệp | 250           | 83           | 19            | 13           | 31            | 7            | 298           | 103          |

### Bàn thắng cho đội tuyển quốc gia
| #   | Ngày                 | Địa điểm                                     | Đối thủ          | Bàn thắng | Kết quả | Giải đấu                 |
| --- | -------------------- | -------------------------------------------- | ---------------- | --------- | ------- | ------------------------ |
| 1.  | 22 tháng 8 năm 2007  | Sân vận động Ernst Happel, Viên, Áo          | Cộng hòa Séc     | 1–1       | 1–1     | Giao hữu                 |
| 2.  | 30 tháng 5 năm 2008  | UPC-Arena, Graz, Áo                          | Malta            | 5–1       | 5–1     | Giao hữu                 |
| 3.  | 12 tháng 10 năm 2010 | Sân vận động Nhà vua Baudouin, Brussels, Bỉ  | Bỉ               | 4–4       | 4–4     | Vòng loại Euro 2012      |
| 4.  | 7 tháng 6 năm 2011   | UPC-Arena, Graz, Áo                          | Latvia           | 2–1       | 3–1     | Giao hữu                 |
| 5.  | 7 tháng 6 năm 2011   | UPC-Arena, Graz, Áo                          | Latvia           | 3–1       | 3–1     | Giao hữu                 |
| 6.  | 2 tháng 9 năm 2011   | Veltins-Arena, Gelsenkirchen, Đức            | Đức              | 4–2       | 6–2     | Vòng loại Euro 2012      |
| 7.  | 29 tháng 2 năm 2012  | Wörthersee-Stadion, Klagenfurt, Áo           | Phần Lan         | 2–0       | 3–1     | Giao hữu                 |
| 8.  | 16 tháng 10 năm 2012 | Sân vận động Ernst Happel, Viên, Áo          | Kazakhstan       | 4–0       | 4–0     | Vòng loại World Cup 2014 |
| 9.  | 26 tháng 3 năm 2013  | Sân vận động Aviva, Dublin, Ireland          | Cộng hòa Ireland | 0–1       | 2–2     | Vòng loại World Cup 2014 |
| 10. | 11 tháng 10 năm 2013 | Friends Arena, Solna, Thụy Điển              | Thụy Điển        | 0–1       | 2–1     | Vòng loại World Cup 2014 |
| 11. | 27 tháng 3 năm 2015  | Sân vận động Rheinpark, Vaduz, Liechtenstein | Liechtenstein    | 0–1       | 0–5     | Vòng loại Euro 2016      |
| 12. | 8 tháng 9 năm 2015   | Friends Arena, Solna, Thụy Điển              | Thụy Điển        | 0–2       | 1–4     | Vòng loại Euro 2016      |
| 13. | 8 tháng 9 năm 2015   | Friends Arena, Solna, Thụy Điển              | Thụy Điển        | 0–4       | 1–4     | Vòng loại Euro 2016      |
| 14. | 26 tháng 3 năm 2016  | Sân vận động Ernst Happel, Viên, Áo          | Albania          | 2–0       | 2–1     | Giao hữu                 |
| 15. | 24 tháng 3 năm 2017  | Sân vận động Ernst Happel, Viên, Áo          | Moldova          | 2–0       | 2–0     | Vòng loại World Cup 2018 |